# Begonia martabanica
Espèce
Synonymes
- Begonia martabanica var. martabanica[1]

Begonia martabanica est une espèce de plantes de la famille des Begoniaceae.
L'espèce fait partie de la section Parvibegonia.
Elle a été décrite en 1859 par Alphonse Pyrame de Candolle (1806-1893).

## Répartition géographique
Cette espèce est originaire des pays suivants : Malaisie ; Myanmar ; Thaïlande.

## Liste des variétés
Selon Catalogue of Life (20 février 2017) :
- variété Begonia martabanica var. martabanica
- variété Begonia martabanica var. pseudoclivalis

Selon World Checklist of Selected Plant Families (WCSP) (20 février 2017) :
- variété Begonia martabanica var. martabanica
- variété Begonia martabanica var. pseudoclivalis Irmsch. (1929)

Selon Tropicos (20 février 2017) (Attention liste brute contenant possiblement des synonymes) :
- variété Begonia martabanica var. martabanica
- variété Begonia martabanica var. pseudoclivalis Irmsch.